# جوزي سيدغويك
جوزي سيدغويك (بالإنجليزية: Josie Sedgwick)‏ هي ممثلة أمريكية، ولدت في 13 مارس 1898 بغالفستون في الولايات المتحدة، وتوفيت في 30 أبريل 1973 بسانتا مونيكا في الولايات المتحدة بسبب سكتة.

## وصلات خارجية
- جوزي سيدغويك على موقع IMDb (الإنجليزية)
- جوزي سيدغويك على موقع قاعدة بيانات الفيلم (الإنجليزية)